# Museo de Guissona Eduard Camps i Cava
El Museo de Guissona Eduard Camps i Cava es un museo arqueológico situado en la localidad española de Guisona. Fundado en 1952 por iniciativa del médico y erudito local Eduard Camps i Cava. y se encontraba en el antiguo Hospital de Jesucristo, donde se trataba a pobres y enfermos, un inmueble protegido y catalogado como bien cultural de interés local originariamente situado fuera del recinto amurallado de la villa de Guisona. 
La actual sede del Museo fue inaugurada en septiembre de 2011 en la planta baja de la antigua Fassina Mercadé, al lado del parque arqueológico de la ciudad romana de Iesso (2 ha) y se dedica a mostrar «el proceso de romanización en el interior de Cataluña, así como la evolución política, social y económica de la ciudad romana de Iesso, fundada alrededor del año 100 a. C., que estuvo activa y sin discontinuidad hasta el siglo VI d. C.».

## Arquitectura del edificio del antiguo hospital
Edificio de piedra de planta cuadrangular construido a finales del siglo XVIII. Esta construcción presenta dos fachadas: la principal que da a la Plaça del Vell Pla y una lateral que da a la Avenida Onze de Setembre. Es un edificio de cuatro plantas que presenta características muy propias del barroco clásico de la comarca de la Segarra. Presenta una cubierta a dos vertientes muy bien conservada y se encuentra adosado a otros edificios, aunque originariamente estaba aislado. 
En la fachada principal se pueden observar dos puertas con arco escarzano reseguidas por sillares de piedra muy bien trabajados. La puerta de la derecha es la que da acceso al edificio, mientras que la de la izquierda se encuentra cerrada al paso y está custodiada por dos fustes de columnas que se levantan sobre unos pilares de piedra.
En el segundo piso, sobre la puerta de acceso se abre una ventana rectangular con un dintel y un pretil de piedra lisa, y en la izquierda de la fachada hay un rosetón enmarcado por sillares de piedra bien escuadrados. El tercer piso lo ocupan dos sencillas ventanas laterales y una puerta balconera, con dintel enmarcado por sillares bien trabajados y un balcón de forja. En este dintel aparece una fecha inscrita, "1733" rodeada por un óvalo en relieve. En la cuarta planta hay tres aberturas elípticas que iluminan un desván. 
La fachada de la avenida Onze de Setembre es muy sencilla y solo presenta una ventana simple en la planta baja, otra ventana en la segunda planta, cuatro grandes ventanas rectangulares con dintel y alféizar de piedra en la tercera planta y tres aperturas semicirculares modernas en el cuarto piso.